# Max (film)
 For alternative betydninger, se Max. (Se også artikler, som begynder med Max)
Max er en dansk film fra 2000.
- Manuskript og instruktion Trine Piil Christensen.

Blandt de medvirkende kan nævnes:
- Sidse Babett Knudsen
- Nicolaj Kopernikus
- Nikolaj Lie Kaas
- Paprika Steen
- Jimmy Jørgensen
- Erik Wedersøe
- Birthe Neumann
- Tonny Landy
- Lars Brygmann
- Otto Brandenburg